# Kingston (constructeur)
Pour les articles homonymes, voir Kingston.
Kingston Corporation est une entreprise de produits informatiques basée à Fountain Valley, en Californie, aux États-Unis et fondée le 17 octobre 1987. La marque est présente depuis 1995 sur le continent européen.
Outre de la mémoire, Kingston vend des SSD, des clés USB, des lecteurs MP3, des casques, des claviers, des souris et des mémoires RAM.

## Sites de production
Kingston Corporation a créé quatre sites de fabrication dans le monde pour répondre aux besoins du marché global des produits mémoire. Ces centres de fabrication sont stratégiquement implantés aux États-Unis, à Taïwan et en Chine (deux sites).
Kingston Corporation dispose de plus de 60 chaînes de fabrication de produits pour montage en surface, qui produisent chaque mois plus de 25 millions de modules spécialisés pour serveurs, ordinateurs de bureau, ordinateurs portables, postes de travail, imprimantes, organiseurs personnels, ordinateurs de poche, cartes graphiques, appareils photo numériques et téléphones portables.
Le processus de test de production de  Kingston Corporation intègre différents types de testeurs. Les testeurs Kingston utilisent des équipements et/ou des logiciels propriétaires spécialement conçus. Ces logiciels de tests de production propriétaires vérifient les vitesses, les adressages, et exécutent des séries de contrôles structurés qui permettent de détecter les faiblesses éventuelles de chaque mémoire. Chaque module est testé à 100% pour garantir le plus haut niveau de qualité et de fiabilité.

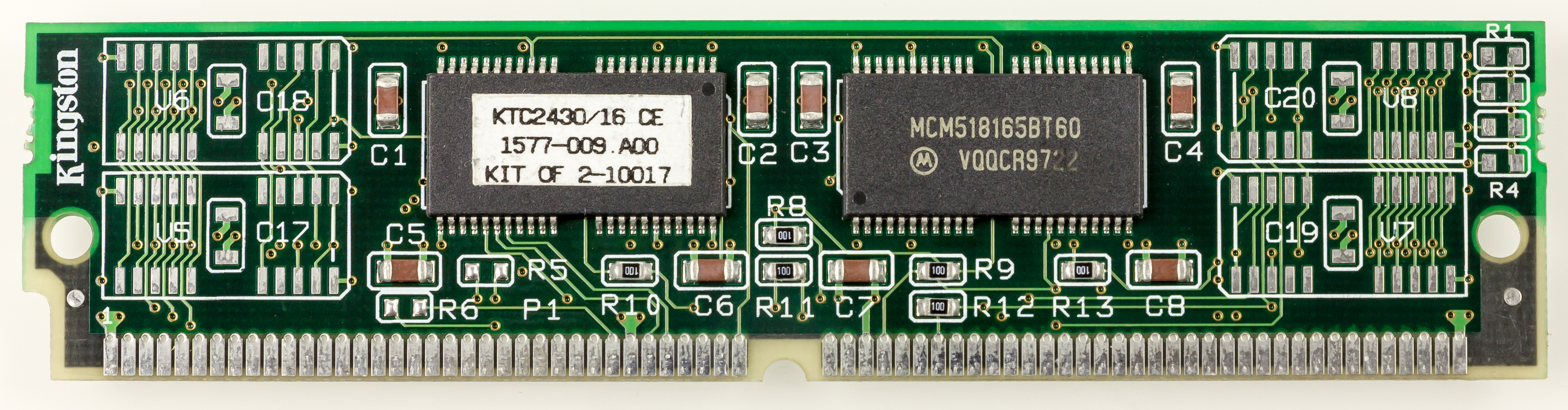
SIMM-RAM
DDR-SDRAM
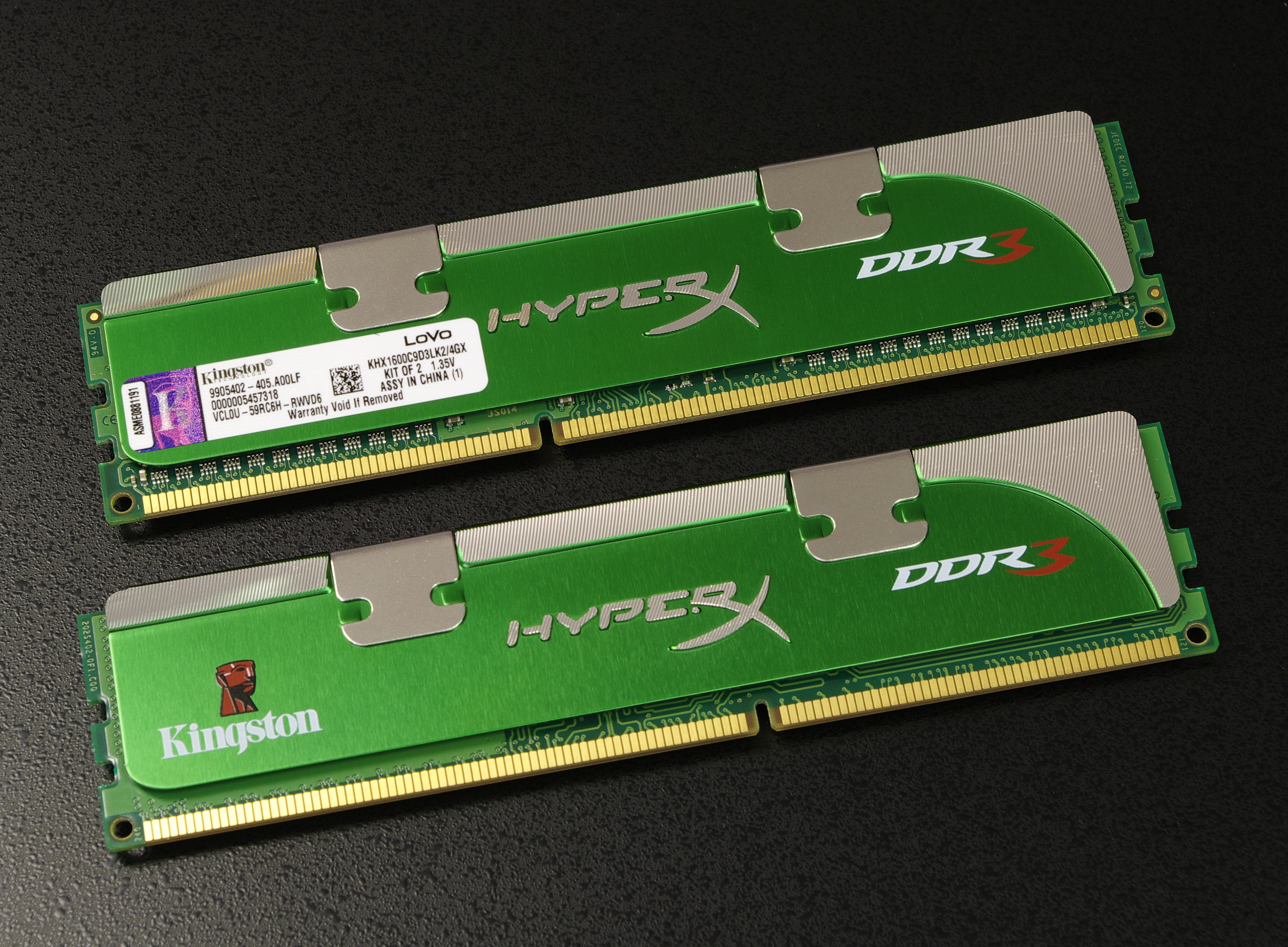
DDR3-LowVoltage-SDRAM „HyperX“
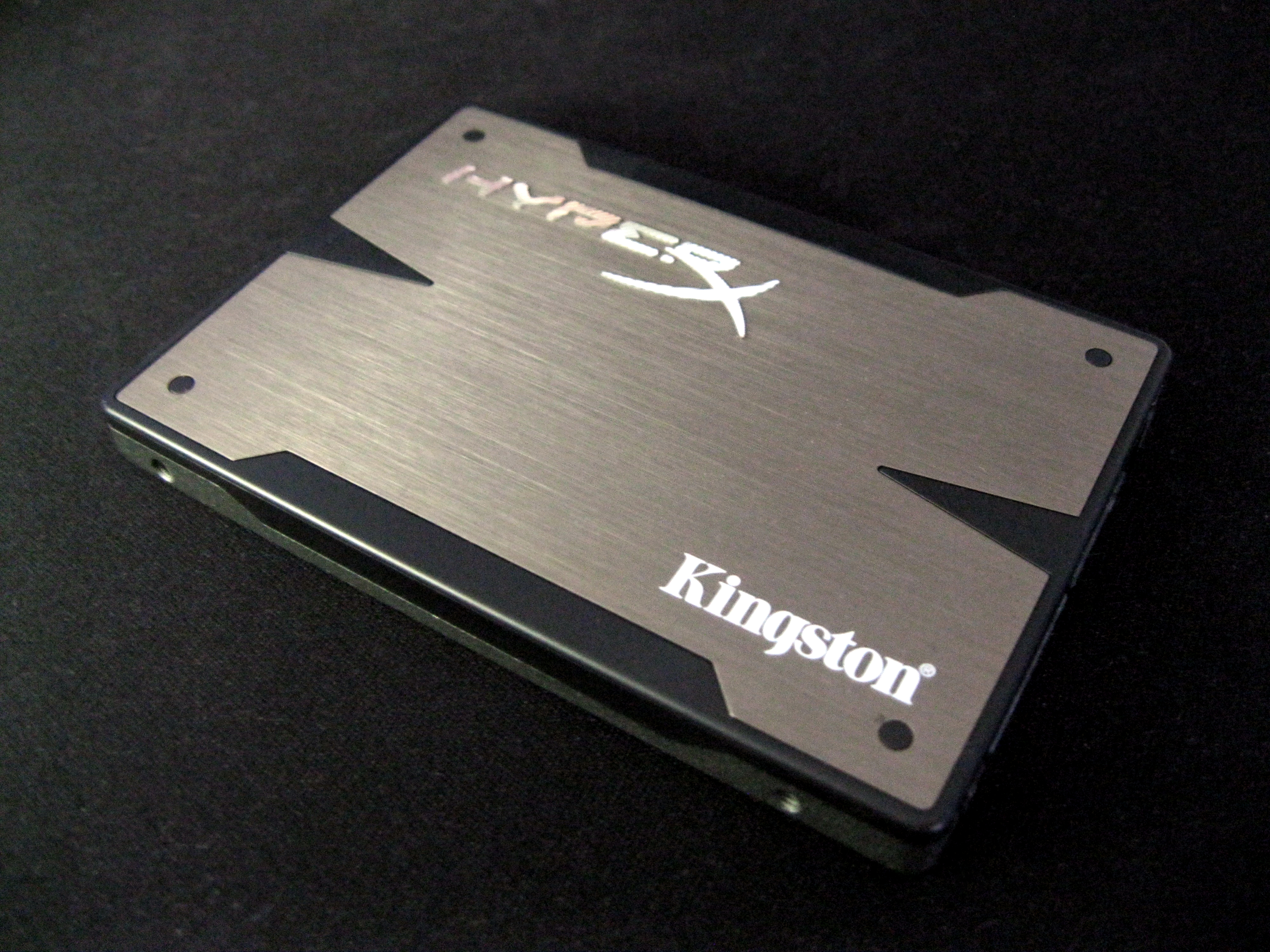
„HyperX“-SSD